# Saint-Genis-de-Saintonge
Saint-Genis-de-Saintonge ist eine französische Gemeinde mit 1.252 Einwohnern (Stand: 1. Januar 2022) im Département Charente-Maritime in der Region Nouvelle-Aquitaine; sie gehört zum Arrondissement Jonzac und zum Kanton Pons. Die Einwohner werden Saint-Genésiens genannt.

## Geographie
Saint-Genis-de-Saintonge liegt etwa 30 Kilometer südlich von Saintes in der Saintonge. Umgeben wird Saint-Genis-de-Saintonge von den Nachbargemeinden Saint-Palais-de-Phiolin im Norden, Mosnac im Nordosten und Osten, Clion im Osten, Saint-Sigismond-de-Clermont im Südosten, Plassac im Süden sowie Bois im Westen.
Durch die Gemeinde führt die frühere Route nationale 137 (heutige D137).

## Bevölkerungsentwicklung
| Jahr                       | 1962 | 1968 | 1975 | 1982 | 1990 | 1999 | 2006 | 2019 |
| Einwohner                  | 896  | 852  | 809  | 906  | 956  | 952  | 1185 | 1250 |
| Quellen: Cassini und INSEE |      |      |      |      |      |      |      |      |

## Sehenswürdigkeiten
- Kirche Notre-Dame-de-l'Immaculée-Conception (Unbefleckte Empfängnis) aus dem 19. Jahrhundert

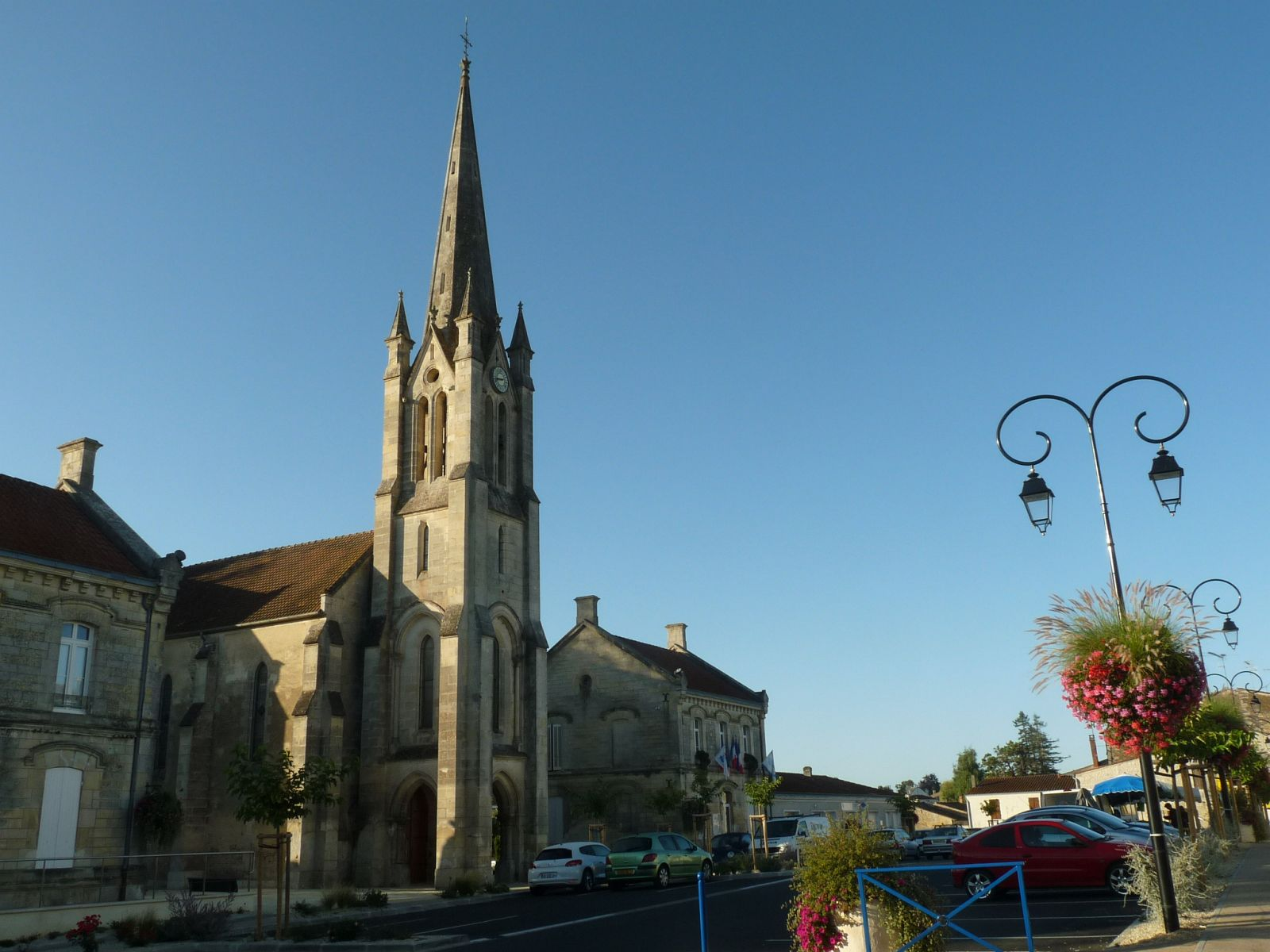
Kirche Notre-Dame-de-l'Immaculée-Conception